# Oberst-Block
Als Oberst-Block, Blockade nach Oberst oder Oberst-Anästhesie bezeichnet man eine Leitungsanästhesie des Fingers, die bei Wundversorgungen oder der Entfernung kleiner Hauttumoren eingesetzt wird. Das Verfahren wurde 1888 von Maximilian Oberst beschrieben. Prinzipiell ist der Oberst-Block auch bei chirurgischen Eingriffen an den Zehen analog verwendbar.

## Durchführung
An der Basis der Finger werden in Höhe der Grundgelenke nach Desinfektion mit einer dünnen Kanüle sowohl an die beiden handflächenwärts (palmar) als auch an die zum Handrücken hin (dorsal) gelegenen Nervenpaare (Nervus digitalis palmaris proprius, Nervus digitalis dorsalis proprius) einige Milliliter Lokalanästhetikum injiziert. Durch die Ausschaltung dieser vier Nerven ist nach etwa fünf bis zehn Minuten die Betäubung des Fingers komplett.

## Nebenwirkungen
Die Komplikationen entsprechen den allgemeinen Nebenwirkungen der peripheren Regionalanästhesie. Nervenschädigungen können durch direkte Verletzung mit der Kanüle oder durch toxische Effekte von Lokalanästhetika ausgelöst werden, die versehentlich in den Nerven (intraneural) eingespritzt werden. Der Zusatz von Adrenalin zum Lokalanästhetikum verbietet sich, da im Finger Endarterien verlaufen. Bei Injektion in diese, insbesondere mit Adrenalin-Zusatz, kann es zu Durchblutungsstörungen bis zum Absterben des Fingers kommen.